# Elke Pahl-Weber

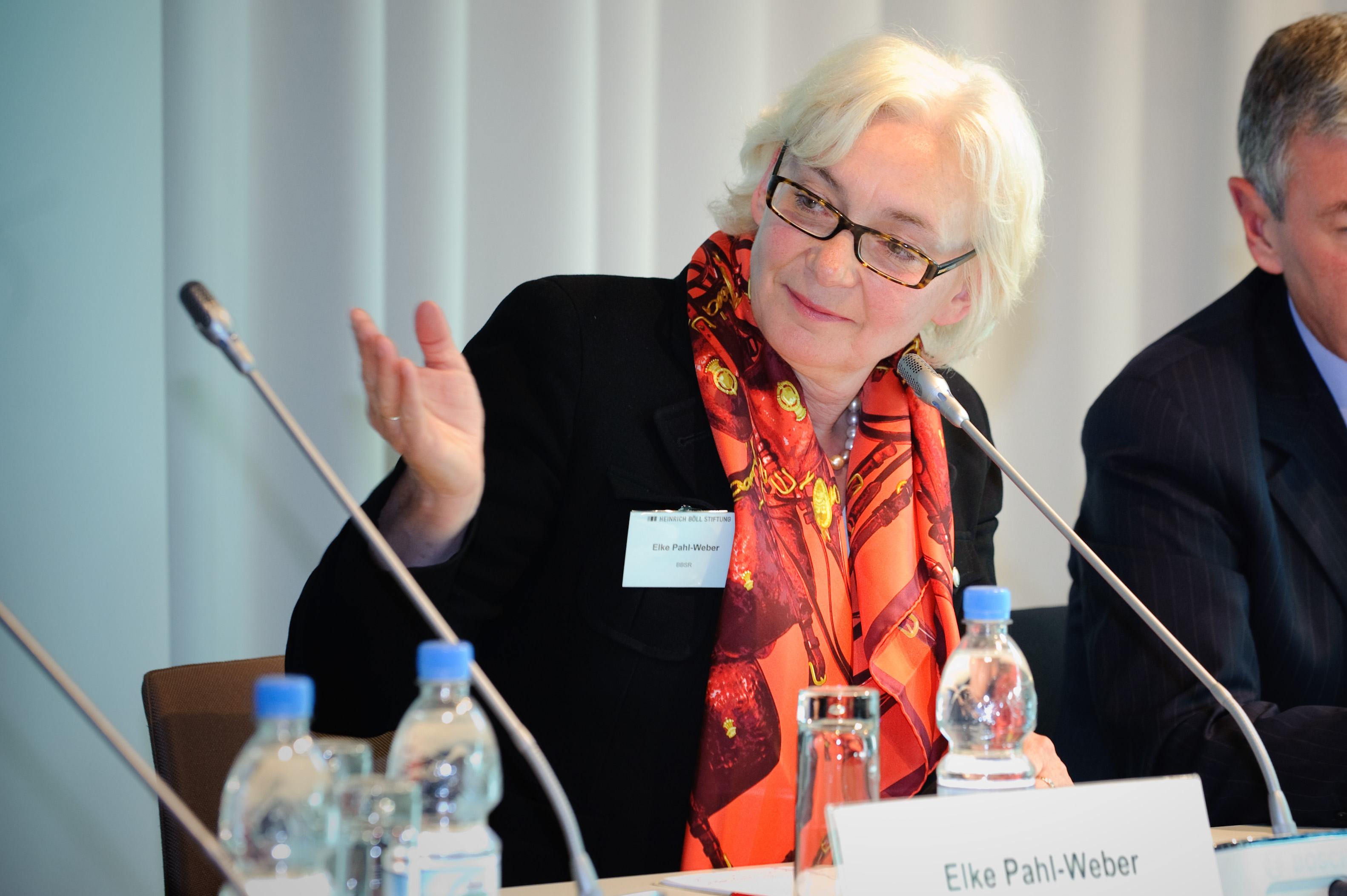
Elke Pahl-Weber 2010

Elke Pahl-Weber (* 1952 in Hamburg) ist eine deutsche Architektin, Stadtplanerin und Hochschullehrerin. Sie ist Professorin für Bestandsentwicklung und Erneuerung von Siedlungseinheiten am Institut für Stadt- und Regionalplanung der TU Berlin. Zu ihren Schwerpunktthemen gehören Megastädte, energieeffiziente urbane Strukturen sowie integrierte und nachhaltige Stadtentwicklung. Außerdem forscht und berät sie Kommunen zum Thema Smart Cities.

## Werdegang
Pahl-Weber wurde 1952 in Hamburg geboren. Im Anschluss an ihr Abitur studierte sie ab 1971 Architektur an der Hochschule für bildende Künste Hamburg, wo sie 1977 ihren Abschluss zur Diplomingenieurin erwarb.
Als wissenschaftliche Mitarbeiterin und Lehrbeauftragte blieb sie an ihrer Universität im Fachgebiet Analyse gebauter Umwelt tätig, bevor sie 1983 als wissenschaftliche Mitarbeiterin an die Technische Universität Hamburg wechselte, wo sie zu Stadtplanung und Stadtbaugeschichte forschte.
1989 gründete sie zusammen mit Sabine Baumgart das Unternehmen BPW Baumgart Pahl-Weber in Hamburg, das sie von 2001 bis 2009 als alleinige Inhaberin führte. Hier betreute sie diverse Projekte im Bereich Stadtentwicklung und wurde mehrfach ausgezeichnet, unter anderem 2006 im Rahmen des Deutschen Städtebaupreises für ihre Beteiligung am städtebaulichen Gesamtkonzept der Messestadt Riem.
Neben der selbständigen Tätigkeit übernahm Pahl-Weber zwischen 1998 und 2000 Gastprofessuren in den Fachbereichen Architektur und Stadtplanung an der Fachhochschule Hamburg und der Gesamthochschule Kassel.
An die TU Berlin wurde sie 2004 als Professorin an das Institut für Stadt- und Regionalplanung berufen. Unter Beibehaltung der Professur leitete sie von Juni 2009 bis September 2011 das Bundesinstitut für Bau-, Stadt- und Raumforschung im Bundesamt für Bauwesen und Raumordnung. Dieses war erst kurz zuvor aus dem Zusammenschluss mehrerer Forschungsinstitute hervorgegangen. Hier koordinierte sie die Forschungsarbeit des Bundes auf den Gebieten des Bauens und der Stadt- und Raumforschung und beriet die Bundesregierung in der Stadt- und Raumentwicklung sowie im Wohnungs-, Immobilien- und Bauwesen.
Neben Projekten in Deutschland, beispielsweise in Wolfsburg oder Tegel zu Smart Cities leitete sie Forschungsunterstützung im Bereich Megacities in Marokko, Äthiopien, Südafrika, China, Indien und Vietnam. Im Iran hat sie im Rahmen des Kooperationsprojekts Young Cities das Megacities-Projekt in Haschtgerd New Town verantwortet.
Pahl-Weber forscht außerdem daran, die aus der Produktentwicklung bekannte Design-Thinking-Methode auf Fragestellungen der Stadtplanung zu übertragen, genannt Urban Design Thinking.
Pahl-Weber war und ist Mitglied und Vorständin in zahlreichen Fachkommissionen und Verbänden, unter anderem stellvertretende Vorsitzende der Historikerkommission des BMI im Bereich der Aufarbeitung von Planen und Bauen in den Jahren 1933 bis 1945.
Sie ist verheiratet und hat zwei Kinder.

## Publikationen (Auswahl)

### Als Autorin
- mit Sabine Baumgart: Bausteine für eine Stadt der Frauen – Visionen für Hamburg. Gutachten für die Freie und Hansestadt Hamburg. Hrsg.: Stadtentwicklungsbehörde Hamburg. Hamburg 1993.
- mit Annette Wolpert: Energy-efficient-homes designing energy-efficient architecture in an urban context. Universitäts-Verlag der TU, Berlin 2013, ISBN 978-3-7983-2565-4.
- mit Ricarda Pätzold: Chancen des vor uns liegenden demografischen Wandels. Hrsg.: Deutscher Verband für Wohnungswesen, Städtebau und Raumordnung. Berlin 2007.
- mit Frank Schwartze: Space, Planning, and Design – Integrated Planning and Design Solutions for Future Megacities. Berlin 2014.

### Als Herausgeberin
- mit Dietrich Henckel (Hrsg.): The Planning System and Planning Terms in Germany. A Glossary. Hannover 2008.
- mit  Dietrich Henckel, Kester von Kuczkowski, Petra Lau, Florian Stellmacher (Hrsg.): Planen, Bauen, Umwelt, ein Handbuch. Wiesbaden 2010.